# Polarna molekula
Polarne molekule so tiste, ki so zgrajene iz atomov različnih elementov in nimajo simetrične zgradbe. Polarne se imenujejo zaradi dveh polov (pozitivnega in negativnega), ki sta vsak na svojem delu molekule.

### NASTANEK POLOV
Pola nastaneta zaradi večje moči (večjega) izmed atomov, ki vezne elektronske pare vleče bolj k sebi, zato na njem nastane negativen pol. Na preostalih atomih pa je tako moč elektronov manjša, protonov pa večja, zato je na njih pozitiven pol.

### POLARNE MOLEKULE IN IZJEME
Polarne molekule so torej vse, ki so sestavljene iz atomov različnih elementov, a obstajajo izjeme. Izjema so npr. ogljikovodiki, ki so sestavljeni iz močnejših ogljikovih in šibkejših vodikovih atomov. Vezi med posameznimi atomi so sicer res polarne, a zaradi simetrične zgradbe celotna molekula ni polarna.

### PRIMERI POLARNIH SNOVI
Primeri polarnih snovi so: Voda, klorovodikova kislina, amonijak, ogljikova kislina, natrijev hidroksid...

### LASTNOSTI POLARNIH SNOVI
Lastnosti polarnih snovi se visoka temperatura vrelišča, visoka temperatura tališča, delujejo kot topila ionskih in polarnih snovi.Temperatura vrelišča je pri teh snoveh visoka, zato ker med seboj učinkujejo kot magnet. Negativni in pozitivni poli se močno držijo med seboj, zato je potrebno več energije, da jih ločimo.